# 독일국의 대통령
독일국의 대통령(독일어: Reichspräsident)은 1919년부터 1945년까지 공식적으로 발효된 바이마르 헌법에 따른 독일국의 국가 원수였다. 영어에서는 일반적으로 간단히 독일의 대통령으로 불렸다.
바이마르 헌법은 권력이 대통령, 내각, 의회로 나뉘는 준대통령제를 창설했다. 제국의회는 성인 보통선거에 따라 7년 임기로 직접 선출되었다. 원래는 대통령이 독일의회(입법부)와 함께 통치하고 그의 비상권한이 특별한 상황에서만 행사되도록 의도되었으나, 바이마르 시대의 정치적 불안정과 의회의 마비된 분파주의로 인해 대통령은 법령으로 입법을 하고 정부를 마음대로 임명하고 해임할 수 있는 상당한 권력을 차지하는 지위를 차지하게 되었다.
1934년 파울 폰 힌덴부르크 대통령이 사망한 후, 이미 총리였던 아돌프 히틀러는 지도자이자 총리(Führer und Reichskanzler)로서 대통령직을 맡아 자신이 당과 정부에서 이미 맡고 있던 직위를 강조했다. 1945년 4월 그의 마지막 유언장에서 히틀러는 그의 후임자로 요제프 괴벨스를 총리로 지명했지만 카를 되니츠를 국가대표로 지명하여 대통령직을 부활시켰다. 그러나 이러한 부흥은 1945년 5월 독일이 항복한 직후까지만 지속되었다.
독일연방공화국 기본법은 연방대통령직(Bundespräsident)을 신설했지만, 이는 정치적 권력이 거의 없는 의례적 직위였다.

## 독일국의 대통령
| # | 사진                | 이름 (출생일-사망일)                                | 임기시작일      | 임기마감일                     | 정당                       |
| - | ------------------- | --------------------------------------------------- | --------------- | ------------------------------ | -------------------------- |
| 1 | 프리드리히 에베르트 | 프리드리히 에베르트 (1871~1925)                     | 1919년 2월 11일 | 1925년 2월 28일 (재임 중 사망) | 독일 사회민주당            |
| 2 | 파울 폰 힌덴부르크  | 파울 폰 힌덴부르크 (1847~1934)                      | 1925년 5월 12일 | 1934년 8월 2일 (재임 중 사망)  | 무소속                     |
| 3 | 아돌프 히틀러       | 아돌프 히틀러 (1889~1945) (지도자 겸 국가수상 직함) | 1934년 8월 2일  | 1945년 4월 30일 (자살)         | 국가사회주의 독일 노동자당 |
| 4 | Karl Dönitz         | 카를 되니츠 (1891~1980)                             | 1945년 4월 30일 | 1945년 5월 23일 (체포; 폐지)   | 국가사회주의 독일 노동자당 |

## 대통령기
각 시대별 대통령기.

1919년~1921년
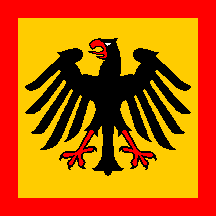
1921년~1926년
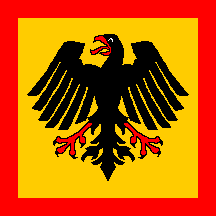
1926년~1933년
1933년~1934년
1934년–1945년
1945년 4월 30일~1945년 5월 23일

## 같이 보기
- 독일국
- 독일의 대통령
- 독일의 대통령 목록
- 독일의 내각제
- 독일의 역사